# Шаховской, Григорий Иванович
Шаховской, Григорий Иванович (1706—10 января 1774) — князь, действительный статский советник, белгородский губернатор, вице-президент Государственной Ревизион-коллегии; сын князя Ивана Перфильевича Шаховского (ок. 1650—1716) и княгини Татьяны Федоровны Юсуповой, урожденной княжны Коркодиной (ум. 1719). Внук окольничего князя Перфилия Ивановича Шаховского.

## Биография
Родился он в 1706 году и в службу вступил в лейб-регимент, а при основании Конного полка перевёлся туда в чине поручика. 14-го марта 1789 года Шаховской подал прошение об отставке по болезни, именным указом был уволен от военной службы и отпущен домой на два года. 17-го сентября того же года пожалован в коллежские советники. 22-го сентября 1741 года бил челом государыне Анне Иоанновне о награждении его рангом статского советника, что и было исполнено. 30-го сентября 1741 г., вследствие недостатка членов в Московской Камер-коллегии, Григорий Иванович был определен туда советником. 29-го марта 1753 года пожалован вице-президентом Ревизион-коллегии. 18-го декабря 1757 г. был отправлен послом в Константинополь и 3-го февраля 1761 г. произведен в действительные статские советники.
По вступлении на престол Екатерины II, Шаховской, занимавший в то время должность Белгородского губернатора, оказался замешанным в деле о взятках по винокурению в Белгородской губернии, за что был лишен всех «чинов и доверенности, соединенной с оными», но «в рассуждении заслуг, усердие и ревности к службе дяди его Якова Шаховского» наказание это было заменено четырёхлетней ссылкой в его деревню. Кроме того, было приказано не определять его впредь ни к каким делам, не ездить ко Двору и не въезжать в Белгородскую губернию.

## Семья
Он был женат на Марии Илларионовне Кошкаровой (ум. 1769). Их дети:
- Борис (1737—1813), генерал-лейтенант, один из сподвижников А. В. Суворова. Был женат на бар. Варваре Александровне Строгановой (1748—1823), дочери генерал-поручика барона Александра Григорьевича Строганова (1698—1754) от третьего брака его с Марией Артемьевной Исленьевой (урожд. Загряжской) (1722—1784).
- Николай (1754—1824), подполковник в отставке. Первым браком был женат на княжне Варваре Алексеевне Голицыной (1750—1779), внучке московского губернатора Сергея Алексеевича Голицына (1695—1758).
- Дарья, девица
- Варвара, замужем за л.-гв. сержантом Александром Васильевичем Плоховым (Плаховым)